# Naratettix sapporensis
Naratettix sapporensis är en insektsart som beskrevs av Matsumura 1931. Naratettix sapporensis ingår i släktet Naratettix och familjen dvärgstritar. Inga underarter finns listade i Catalogue of Life.